# Marcigny
 Marcigny  es una población y comuna francesa, en la región de Borgoña, departamento de Saona y Loira, en el distrito de Charolles y cantón de Marcigny.

## Demografía
| 2281 | 2403 | 2611 | 2543 | 2261 | 1999 |
| Para los censos de 1962 a 1999 la población legal corresponde a la población sin duplicidades (Fuente: INSEE [Consultar]) |      |      |      |      |      |